# Jenny Antoni
Jenny Antoni, född 1 augusti 1987 i Masthuggs församling i Göteborg, är en svensk skådespelerska.

## Biografi
Jenny Antoni är dotter till Michael Lindqvist och hans hustru Ingela (f. Thorén), och hon har en två år yngre bror, Niklas. Hennes farföräldrar är skådespelarna Lars Lind och Gun Jönsson.
Hon har sin bakgrund på teater Boudoir Intim i Falkenberg där hon bland annat spelat i Den girige, Två herrars tjänare och Trettondagsafton. 2007-2008 spelade hon två roller i Krister Claessons fars Hemsöborna – Väldigt fritt efter August Strindberg.
Efter utbildning på Kulturama i Stockholm sökte hon 2011 till Teaterhögskolan i Stockholm och Teaterhögskolan i Luleå, där hon också blev antagen. Under studietiden gjorde hon titelrollen i musikalen Snövit 2011 på Norrbottensteatern, och sedan Here Comes the Sun 2012 på Malmö stadsteater.
Hon har även medverkat i Radioteaterns Barn av sin tid, i TV-serien Hem till byn och långfilmen Tatuerad torso.

## Teater

### Roller (ej komplett)
| År   | Roll                                                                      | Produktion                                                                          | Regi                                           | Teater                   |
| ---- | ------------------------------------------------------------------------- | ----------------------------------------------------------------------------------- | ---------------------------------------------- | ------------------------ |
| 2007 | Lotten, Ida                                                               | Hemsöborna – Väldigt fritt efter August Strindberg Krister Classon och Lars Classon | Krister Classon                                | Vallarnas friluftsteater |
| 2011 | Snövit                                                                    | Snövit Orup Eriksson och Håkan Bjerking                                             | Håkan Bjerking                                 | Norrbottensteatern       |
| 2012 |                                                                           | Here Comes the Sun Klas Abrahamsson                                                 | Ronny Danielsson                               | Malmö stadsteater        |
| 2013 |                                                                           | Amorina Carl Jonas Love Almqvist                                                    | Nils Poletti, Carina Ehrenholm, Erik Holmström | Turteatern               |
| 2014 | Béralde, Cléante, Monsieur Diafoirus, Thomas Diafoirus, Monsieur Fleurant | Den inbillningssjuke Jean Molière                                                   | Andreas Boonstra                               | Moment:Teater            |
| 2014 | Julia                                                                     | Till Julia Margareta Garpe                                                          | Josefin Ankarberg                              | Moment:Teater            |
| 2014 |                                                                           | Tribes Nina Raine                                                                   | Dritëro Kasapi                                 | Örebro länsteater        |